# Перовське
Перовське — селище в Україні, у Золочівській селищній громаді Богодухівського району Харківської області. Населення становить 71 осіб.

## Географія
Селище Перовське знаходиться на відстані 1 км від річки Грайворонка (прітокок річки Ворскла) (правий берег), примикає до села Івашки і селища Одноробівка, на відстані 2 км проходить кордон з Росією. По селищу протікає пересихаючий струмок з загатою, біля селища розташовані великі відстійники, на відстані 1 км знаходиться залізнична станція Одноробівка.

## Історія
12 червня 2020 року, розпорядженням Кабінету Міністрів України № 725-р «Про визначення адміністративних центрів та затвердження територій територіальних громад Харківської області», увійшло до складу Золочівської селищної громади.
19 липня 2020 року, в результаті адміністративно-територіальної реформи та ліквідації Золочівського району, село увійшло до складу Богодухівського району.